# .sys
L’extension de fichier *.sys est utilisée pour un codage exécutable (non sous forme de texte), souvent pour Mac OS ou Windows. Sur Windows c'est l'extension des pilotes de périphériques.
Il était utilisé par exemple pour les fichiers io.sys (driver du DOS), msdos.sys (noyau du DOS) et config.sys (configuration du DOS).
Les fichiers .sys sont stockés habituellement dans le dossier C:\Windows\system32\drivers sur les systèmes Windows.